# Hannelore Zober
Hannelore Zober (* 6. November 1946 in Leipzig) ist eine ehemalige deutsche Handballspielerin.
Die Torhüterin spielte in ihrer aktiven Zeit für den SC Leipzig und wurde mit dem Verein 10 Mal DDR-Meister. Außerdem gewann sie 1966 und 1974 mit dem SC Leipzig den Europapokal der Landesmeister. Zwischen 1964 und 1980 bestritt sie 168 Länderspiele für die Auswahl der DDR. Sie wurde mit dem Team 1971, 1975 und 1978 Weltmeisterin und gewann bei den Olympischen Spielen 1976 und 1980 die Silber- beziehungsweise die Bronzemedaille.
1976 und 1979 wurde sie für ihre Erfolge mit dem Vaterländischen Verdienstorden in Bronze ausgezeichnet.